# Loop the night
「Loop the night」（ループ・ザ・ナイト）は、WEAVERの楽曲。同バンドの12作目の配信限定シングルとして、2018年12月4日にA-Sketchからリリースされた。

## 概要
前作『栞 feat. 仲宗根泉（HY）』以来約2か月ぶりのリリースとなり、本作は、河邉徹の小説「流星コーリング」を基に楽曲を制作していく"流星コーリングプロジェクト"の第3弾楽曲である。
本作では、WEAVERと共同でMaozonがプロデュースを担当している。

## 収録内容
| #         | タイトル           | 作詞      | 作曲      | 編曲      | 時間 |
| --------- | ------------------ | --------- | --------- | --------- | ---- |
| 1.        | 「Loop the night」 | 河邉徹    | 杉本雄治  | WEAVER    | 4:39 |
| 合計時間: | 合計時間:          | 合計時間: | 合計時間: | 合計時間: | 4:39 |